# 小行星2990
小行星2990（2990 Trimberger）是一颗围绕太阳公转的小行星。1981年3月2日，舒爾特·巴斯在赛丁泉山发现了此天体。
該小行星以美國計算機科學家史蒂芬·特林伯格命名。
这颗小行星的绝对星等为319.4618816440522等。